# Chrysomela anatolica
Chrysomela anatolica là một loài bọ cánh cứng trong họ Chrysomelidae. Loài này được Dahlgren miêu tả khoa học năm 1984.